# Liste der denkmalgeschützten Objekte in Innervillgraten
Die Liste der denkmalgeschützten Objekte in Innervillgraten enthält die 32 unbeweglichen denkmalgeschützten Objekte der Gemeinde Innervillgraten.

## Denkmäler
| Foto |                 | Denkmal | Standort                                                                               | Beschreibung | Metadaten |
| ---- | --------------- | --- | -------------------------------------------------------------------------------------- | --- | --- |
| ja   | Datei hochladen | Maxerkapelle/hl. Johannes Nepomuk HERIS-ID: 39313 Objekt-ID: 39045 TKK: 18077                                                   | Ebene 134 Standort KG: Innervillgraten                                                 | Die Kapelle mit schindelgedecktem Satteldach und leicht eingezogenem, polygonalem Chor wurde 1749/1750 anstelle eines 1733 errichteten Nepomuk-Bildstockes erbaut und 1750 geweiht. Der verschindelte Dachreiter mit Spitzhelm wurde 1909 hinzugefügt. Die Fassaden sind mit einfacher Putzgliederung gestaltet, an der Eingangsfassade befindet sich ein Rundbogenportal. Das Innere ist mit einem Tonnengewölbe mit Stichkappen, Gewölbeanläufen über profilierten Kapitellen und gemalten Pilastern versehen. | BDA-Hist.: Q37988479 Status: Bescheid Stand der BDA-Liste: 2025-06-30 Name: Maxerkapelle/hl. Johannes Nepomuk GstNr.: .295 Maxerkapelle (Innervillgraten) |
| ja   | Datei hochladen | Bildstock HERIS-ID: 7028 Objekt-ID: 2913 TKK: 18111                                                                             | bei Eggeberg 141 Standort KG: Innervillgraten                                          | Der hohe Nischenbildstock mit schindelgedecktem Satteldach wurde 1955 errichtet. Darin befindet sich ein Kruzifix mit lebensgroßem, polychrom gefasstem Corpus im Dreinageltypus. | BDA-Hist.: Q37946070 Status: § 2a Stand der BDA-Liste: 2025-06-30 Name: Bildstock GstNr.: 2925/2 Bildstock Eggenberg, Innervillgraten |
| ja   | Datei hochladen | Kath. Pfarrkirche St. Martin HERIS-ID: 7018 Objekt-ID: 2902 TKK: 18073                                                          | gegenüber Gasse 69 Standort KG: Innervillgraten                                        | Die heutige Kirche wurde 1893–1895 nach Plänen von Johann Maria Reiter anstelle eines 1708–1710 erbauten barocken Vorgängerbaus errichtet. Sie ist ein reich gegliederter, basilikaler Langbau in romanisierenden Formen mit leicht eingezogenem, gestaffeltem Chor mit 5/8-Schluss. An der Nordseite schließt der hohe, von den Vorgängerbauten stammenden Turm an, an der Südseite der kapellenartige Sakristeianbau. Der dreischiffige Innenraum ist mit mächtigen Pfeilern gegliedert und weist eine einheitliche historistische Ausstattung auf. Die Deckenmalereien wurden 1910–1912 von Emil Kerle geschaffen.                                       | BDA-Hist.: Q37945442 Status: § 2a Stand der BDA-Liste: 2025-06-30 Name: Kath. Pfarrkirche St. Martin GstNr.: .1 Pfarrkirche St. Martin (Innervillgraten) |
| ja   | Datei hochladen | Friedhof HERIS-ID: 7019 Objekt-ID: 2903 TKK: 82232                                                                              | bei Gasse 69 Standort KG: Innervillgraten                                              | Der Friedhof um die Kirche wurde zusammen mit dieser 1395 und 1441 geweiht. 1851 wurde die Umfassungsmauer erneuert. Im Zuge des Kirchenneubaus 1893–1895 wurde er erweitert, 1961 neu gestaltet und 1980 gegen Westen neuerlich vergrößert und zu einer durchgehenden Grünanlage mit Grabkreuzen umgestaltet. In der nordwestlichen Ecke befindet sich die 1896 errichtete Totenkapelle, die 1949/1950 nach Plänen von Josef Troyer und Hans Andre zur Kriegergedächtniskapelle umgestaltet wurde. An ihrer Westseite wurde 1980 die Aufbahrungshalle angebaut. Die Kreuzigungsgruppe an der Chorwand der Kirche wurde 1852 von Karl Fürhapter geschaffen. | BDA-Hist.: Q37945494 Status: § 2a Stand der BDA-Liste: 2025-06-30 Name: Friedhof GstNr.: 1 Friedhof Innervillgraten |
| ja   | Datei hochladen | Widum HERIS-ID: 7021 Objekt-ID: 2905 TKK: 82241                                                                                 | Gasse 72 Standort KG: Innervillgraten                                                  | Der zweigeschoßige gemauerte Bau mit vorkragendem Walmdach wurde vermutlich in der Mitte des 18. Jahrhunderts errichtet und 1984 generalsaniert. Die Fassade ist regelmäßig gegliedert und weist an der östlichen Traufseite ein Medaillon mit der Darstellung des Guten Hirten von 1988 auf. | BDA-Hist.: Q37945594 Status: § 2a Stand der BDA-Liste: 2025-06-30 Name: Widum GstNr.: .3 Widum Innervillgraten |
| ja   | Datei hochladen | Bildstock Zu den sieben Schmerzen Mariae (Schmieder-Stöckl, Bildstock beim Unterwirt) HERIS-ID: 7054 Objekt-ID: 2940 TKK: 18083 | bei Gasse 94 Standort KG: Innervillgraten                                              | Der Kapellenbildstock mit schindelgedecktem Satteldach wurde 1701 erstmals urkundlich erwähnt, wurde aber möglicherweise schon in der ersten Hälfte des 17. Jahrhunderts errichtet. In der hohen schmiedeeisenvergitterten Rundbogennische befindet sich ein Bild der Mater dolorosa. | BDA-Hist.: Q37947327 Status: § 2a Stand der BDA-Liste: 2025-06-30 Name: Bildstock Zu den sieben Schmerzen Mariae (Schmieder-Stöckl, Bildstock beim Unterwirt) GstNr.: 486/3 Bildstock Zu den sieben Schmerzen Mariae (Schmieder-Stöckl, Bildstock beim Unterwirt) |
| ja   | Datei hochladen | Kapelle Hl. Dreifaltigkeit HERIS-ID: 7024 Objekt-ID: 2909 TKK: 18075                                                            | Hochberg 24, in der Nähe Standort KG: Innervillgraten                                  | Die turmlose Kapelle mit rundem Chorschluss und schindelgedecktem Satteldach wurde um 1700 erbaut. An der Eingangsfassade befindet sich ein Rundbogenportal, darüber im Giebelfeld ein Tondo mit Madonnenbild. Das Innere weist ein Kreuzgratgewölbe mit kleinen Rosetten auf. | BDA-Hist.: Q37945841 Status: § 2a Stand der BDA-Liste: 2025-06-30 Name: Kapelle Hl. Dreifaltigkeit GstNr.: 3258 Kapelle Hl. Dreifaltigkeit (Innervillgraten) |
| ja   | Datei hochladen | Widum Kalkstein HERIS-ID: 7023 Objekt-ID: 2907 TKK: 18157                                                                       | Kalkstein 160 Standort KG: Innervillgraten                                             | | BDA-Hist.: Q37945737 Status: § 2a Stand der BDA-Liste: 2025-06-30 Name: Widum GstNr.: 2197 Widum Kalkstein |
| ja   | Datei hochladen | Expositurkirche Maria Schnee HERIS-ID: 7022 Objekt-ID: 2906 TKK: 18074                                                          | bei Kalkstein 160 Standort KG: Innervillgraten                                         | → Hauptartikel : Expositurkirche Kalkstein f1 | BDA-Hist.: Q37945677 Status: § 2a Stand der BDA-Liste: 2025-06-30 Name: Expositurkirche Maria Schnee GstNr.: 3075 Wallfahrtskirche Maria Schnee (Kalkstein, Tyrol)                                                                                                |
| ja   | Datei hochladen | Fatima Kapelle HERIS-ID: 7026 Objekt-ID: 2911 TKK: 18092                                                                        | Kamelisenalm Standort KG: Innervillgraten                                              | | BDA-Hist.: Q37945963 Status: § 2a Stand der BDA-Liste: 2025-06-30 Name: Fatima Kapelle GstNr.: 1292/1 Fatima-Kapelle Kamelisenalm |
| ja   | Datei hochladen | Bildstock HERIS-ID: 7027 Objekt-ID: 2912 TKK: 18109                                                                             | Kamelisenalm Standort KG: Innervillgraten                                              | | BDA-Hist.: Q37945987 Status: § 2a Stand der BDA-Liste: 2025-06-30 Name: Bildstock GstNr.: 1292/1 Bildsäule Kamelisenalm |
| ja   | Datei hochladen | Schutzengelkapelle HERIS-ID: 7030 Objekt-ID: 2915 TKK: 18080                                                                    | Oberstalleralm Standort KG: Innervillgraten                                            | Kapelle der Oberstalleralm | BDA-Hist.: Q37946140 Status: Bescheid Stand der BDA-Liste: 2025-06-30 Name: Schutzengelkapelle GstNr.: 1405/1 Schutzengelkapelle Oberstalleralm |
| ja   | Datei hochladen | Almhütte vulgo Mitter-Berglet HERIS-ID: 7043 Objekt-ID: 2928 TKK: 18181                                                         | Oberstalleralm Standort KG: Innervillgraten                                            | Almhütte der Oberstalleralm | BDA-Hist.: Q37946846 Status: Bescheid Stand der BDA-Liste: 2025-06-30 Name: Almhütte GstNr.: 3184 Oberstalleralm |
| ja   | Datei hochladen | Almhütte HERIS-ID: 7040 Objekt-ID: 2925 TKK: 18182                                                                              | Oberstalleralm Standort KG: Innervillgraten                                            | Almhütte der Oberstalleralm | BDA-Hist.: Q37946612 Status: Bescheid Stand der BDA-Liste: 2025-06-30 Name: Almhütte GstNr.: 3185 Oberstalleralm |
| ja   | Datei hochladen | Almhütte vulgo Mitter-Gasser HERIS-ID: 7041 Objekt-ID: 2926 TKK: 18183                                                          | Oberstalleralm Standort KG: Innervillgraten                                            | Almhütte der Oberstalleralm | BDA-Hist.: Q37946672 Status: Bescheid Stand der BDA-Liste: 2025-06-30 Name: Almhütte GstNr.: 3186 Oberstalleralm |
| ja   | Datei hochladen | Almhütte vulgo Unter-Haider HERIS-ID: 7039 Objekt-ID: 2924 TKK: 18185                                                           | Oberstalleralm Standort KG: Innervillgraten                                            | Almhütte der Oberstalleralm | BDA-Hist.: Q37946528 Status: Bescheid Stand der BDA-Liste: 2025-06-30 Name: Almhütte GstNr.: 3187 Oberstalleralm |
| ja   | Datei hochladen | Almhütte vulgo Mitter-Bachlet HERIS-ID: 7034 Objekt-ID: 2919 TKK: 18191                                                         | Oberstalleralm Standort KG: Innervillgraten                                            | Almhütte der Oberstalleralm | BDA-Hist.: Q37946334 Status: Bescheid Stand der BDA-Liste: 2025-06-30 Name: Almhütte GstNr.: 3179 Oberstalleralm |
| ja   | Datei hochladen | Almhütte vulgo Peintner HERIS-ID: 7032 Objekt-ID: 2917 TKK: 18186                                                               | Oberstalleralm Standort KG: Innervillgraten                                            | Almhütte der Oberstalleralm | BDA-Hist.: Q37946207 Status: Bescheid Stand der BDA-Liste: 2025-06-30 Name: Almhütte GstNr.: 3173 Oberstalleralm |
| ja   | Datei hochladen | Almhütte vulgo Außer-Walder HERIS-ID: 7033 Objekt-ID: 2918 TKK: 18187                                                           | Oberstalleralm Standort KG: Innervillgraten                                            | Almhütte der Oberstalleralm | BDA-Hist.: Q37946260 Status: Bescheid Stand der BDA-Liste: 2025-06-30 Name: Almhütte GstNr.: 3176 Oberstalleralm |
| ja   | Datei hochladen | Almhütte vulgo Unter-Milet HERIS-ID: 7035 Objekt-ID: 2920 TKK: 18188                                                            | Oberstalleralm Standort KG: Innervillgraten                                            | Almhütte der Oberstalleralm | BDA-Hist.: Q37946364 Status: Bescheid Stand der BDA-Liste: 2025-06-30 Name: Almhütte GstNr.: 3178 Oberstalleralm |
| ja   | Datei hochladen | Almhütte vulgo Inner-Obergruber HERIS-ID: 7037 Objekt-ID: 2922 TKK: 18190                                                       | Oberstalleralm Standort KG: Innervillgraten                                            | Almhütte der Oberstalleralm | BDA-Hist.: Q37946433 Status: Bescheid Stand der BDA-Liste: 2025-06-30 Name: Almhütte GstNr.: 3181 Oberstalleralm |
| ja   | Datei hochladen | Almhütte vulgo Groß-Bachlet HERIS-ID: 7036 Objekt-ID: 2921 TKK: 18189                                                           | Oberstalleralm Standort KG: Innervillgraten                                            | Almhütte der Oberstalleralm | BDA-Hist.: Q37946386 Status: Bescheid Stand der BDA-Liste: 2025-06-30 Name: Almhütte GstNr.: 3180 Oberstalleralm |
| ja   | Datei hochladen | Almhütte vulgo Außer-Obergruber HERIS-ID: 7038 Objekt-ID: 2923 TKK: 18179                                                       | Oberstalleralm Standort KG: Innervillgraten                                            | Almhütte der Oberstalleralm | BDA-Hist.: Q37946490 Status: Bescheid Stand der BDA-Liste: 2025-06-30 Name: Almhütte GstNr.: 3183 Oberstalleralm |
| ja   | Datei hochladen | Almhütte vulgo Unter-Untergruber HERIS-ID: 7031 Objekt-ID: 2916 TKK: 18178                                                      | Oberstalleralm Standort KG: Innervillgraten                                            | Almhütte der Oberstalleralm | BDA-Hist.: Q37946184 Status: Bescheid Stand der BDA-Liste: 2025-06-30 Name: Almhütte GstNr.: 3170 Oberstalleralm |
| ja   | Datei hochladen | Almhütte vulgo Mitter-Haider HERIS-ID: 7042 Objekt-ID: 2927 TKK: 18184                                                          | Oberstalleralm Standort KG: Innervillgraten                                            | Almhütte der Oberstalleralm | BDA-Hist.: Q37946775 Status: Bescheid Stand der BDA-Liste: 2025-06-30 Name: Almhütte GstNr.: 3182 Oberstalleralm |
| ja   | Datei hochladen | Almhütte HERIS-ID: 102566 Objekt-ID: 119010 TKK:                                                                                | Oberstalleralm Standort KG: Innervillgraten                                            | Almhütte der Oberstalleralm | BDA-Hist.: Q37790881 Status: Bescheid Stand der BDA-Liste: 2025-06-30 Name: Almhütte GstNr.: 3169 Oberstalleralm |
| ja   | Datei hochladen | Almhütte vulgo Inner-Ober-Gruber HERIS-ID: 102568 Objekt-ID: 119012 TKK: 18176                                                  | Oberstalleralm Standort KG: Innervillgraten                                            | Almhütte der Oberstalleralm | BDA-Hist.: Q37790897 Status: Bescheid Stand der BDA-Liste: 2025-06-30 Name: Almhütte GstNr.: 3175 Oberstalleralm |
| ja   | Datei hochladen | Almhütte HERIS-ID: 39314 Objekt-ID: 39057 TKK:                                                                                  | Oberstalleralm Standort KG: Innervillgraten                                            | Almhütte der Oberstalleralm | BDA-Hist.: Q37988490 Status: Bescheid Stand der BDA-Liste: 2025-06-30 Name: Almhütte GstNr.: 3171 Oberstalleralm |
| ja   | Datei hochladen | Kapelle hll. Chrysanth und Daria HERIS-ID: 7029 Objekt-ID: 2914 TKK: 18078                                                      | Innervillgraten (Jausenstation Unterstaller Alm), südlich Standort KG: Innervillgraten | | BDA-Hist.: Q37946115 Status: § 2a Stand der BDA-Liste: 2025-06-30 Name: Kapelle hll. Chrysanth und Daria GstNr.: 3154 Kapelle hll. Chrysanth und Daria, Innervillgraten                                                                                           |
| ja   | Datei hochladen | Lodenstampfe HERIS-ID: 7044 Objekt-ID: 2930 TKK: 18161                                                                          | Wegelate Säge (Freilichtmuseum) Standort KG: Innervillgraten                           | 1802 erstmals urkundlich erwähnt, ist sie heute die einzige funktionstüchtig erhaltene Lodenstampfe in Tirol. Der Kantholzblockbau mit Pfettendach besitzt ein unterschlächtiges Schaufelrad mit Holzkastengerinne, innen ein Pochwerk mit vier schräggestellten Schließen und einem gehackten Trog sowie einen gemauerten Herd mit Kupferkessel. Die Harpfe neben der Stampfe wurde zum Trocknen des Lodens verwendet. | BDA-Hist.: Q37946936 Status: Bescheid Stand der BDA-Liste: 2025-06-30 Name: Lodenstampfe GstNr.: 3200 Lodenstampfe (Innervillgraten) |
| ja   | Datei hochladen | Venezianergattersäge HERIS-ID: 7045 Objekt-ID: 2931 TKK: 18159                                                                  | Wegelate Säge (Freilichtmuseum) Standort KG: Innervillgraten                           | Es handelt sich um eine 1883 errichtete und 1951 nach Lawinenschäden wiederaufgebaute zweigeschoßige Ständerkonstruktion mit brettergedecktem Dach. Sie enthält eine Kreissäge mit Venezianergatter und eine über ein Wasserrad angetriebene Kappsäge. Rund um sie wird seit 2021 das Freilichtmuseum Wegelate Säge aufgebaut. | BDA-Hist.: Q37947000 Status: Bescheid Stand der BDA-Liste: 2025-06-30 Name: Venezianergattersäge GstNr.: .367 Venezianergattersäge Innervillgraten |
| ja   | Datei hochladen | Einhof "Innerneuhauser" im Bereich des Freilichtmuseums Wegelate Säge HERIS-ID: 244094 TKK: 18148seit 2023                      | Wegelate Säge (Freilichtmuseum) Standort KG: Innervillgraten                           | Der etwa 300 Jahre alte quergeteilte, zweigeschoßige Einhof auf Bruchsteinfundament über annähernd quadratischem Grundriss ist im Blockbau gezimmert. Er hat eine besondere Bauform: die Wohneinheit befindet sich im vorderen Drittel, dahinter erstreckt sich der restliche Wirtschaftsteil. Er wurde 2021/22 in das Freilichtmuseum Wegelate Säge transloziert. | BDA-Hist.: Q119231459 Status: Bescheid Stand der BDA-Liste: 2025-06-30 Name: Einhof "Innerneuhauser" im Bereich des Freilichtmuseums Wegelate Säge GstNr.: 3253 Einhof Innerneuhäuser (Freilichtmuseum Wegelate Säge)                                             |